# 2024年NBA總決賽
2024年NBA總決賽（英語：2024 NBA Finals）是2023-24賽季的冠軍系列賽，將由2024年6月6日至6月17日進行，由東區第一種子波士頓凱爾特人對戰西區第五種子達拉斯獨行俠，比賽採用七戰四勝制2-2-1-1-1的形式，例行賽戰績較佳的波士頓凱爾特人有多一場主場優勢。

## 賽事看點
- 波士頓凱爾特人為1946-47 BAA賽季加入的11支NBA球队之一，並為隊史第23次闖進總決賽，也是第二次在總決賽對決來自德克薩斯州，球隊如願奪得隊史第18冠。
- 達拉斯獨行俠為相隔13年第3度闖進總決賽，並於今年以「第五種子」進入，不過沒能成為首支「老5」奪冠隊伍。
- 這次的對戰組合是由克里斯塔普斯·波爾津吉斯（Kristaps Porziņģis）和凯里·欧文（Kyrie Irving）雙方首次總決賽面對前東家。

## 晉級總決賽之路
| 凱爾特人（東區聯盟冠軍）                                      | 凱爾特人（東區聯盟冠軍） | 賽事       | 獨行俠（西區聯盟冠軍）                                          | 獨行俠（西區聯盟冠軍） |
| ------------------------------------------------------------- | ------------------------ | ---------- | --------------------------------------------------------------- | ---------------------- |
| 64勝-18敗（勝率 .780） 大西洋組第1名，東區第一名，全聯盟第1名 | 例行賽                   | 例行賽     | 50勝-32敗（勝率 .610） 西南組第1名，西區第五名，全聯盟並列第6名 |                        |
| 4-1擊敗邁阿密熱火                                             | 第一輪                   | 第一輪     | 4-2擊敗洛杉磯快艇                                               |                        |
| 4-1擊敗克里夫蘭騎士                                           | 分區準決賽               | 分區準決賽 | 4-2擊敗奧克拉荷馬城雷霆                                         |                        |
| 4-0橫掃印第安納步行者                                         | 分區決賽                 | 分區決賽   | 4-1擊敗明尼蘇達森林狼                                           |                        |

### 例行賽對戰
| 2023年1月22日 |

| 賽事回顧 |

| 波士頓凱爾特人 119–110 達拉斯獨行俠 |

| 2024年3月1日 |

| 賽事回顧 |

| 達拉斯獨行俠 110–138 波士頓凱爾特人 |

## 賽事簡表
| 賽事   | 日期          | 客隊           | 比數   | 主隊           |
| ------ | ------------- | -------------- | ------ | -------------- |
| 第一場 | 2024年6月6日  | 達拉斯獨行俠   | 89–107 | 波士頓凱爾特人 |
| 第二場 | 2024年6月9日  | 達拉斯獨行俠   | 98–105 | 波士頓凱爾特人 |
| 第三場 | 2024年6月12日 | 波士頓凱爾特人 | 106–99 | 達拉斯獨行俠   |
| 第四場 | 2024年6月14日 | 波士頓凱爾特人 | 84–122 | 達拉斯獨行俠   |
| 第五場 | 2024年6月17日 | 達拉斯獨行俠   | 88–106 | 波士頓凱爾特人 |

## 比賽概要

### 第一場
| 6月6日 8:30p.m. |

| 比賽數據 |

| 達拉斯獨行俠 89–107 波士頓凱爾特人                                      |  |                                                                                                   |
| 每節分數： 20–37、22–26、24–23、23–21                                   |  |                                                                                                   |
| 得分： 盧卡·唐西奇（30） 篮板： 盧卡·唐西奇（10） 助攻： 凯里·欧文（2） |  | 得分： 杰倫·布朗（22） 篮板： 傑森·塔圖姆（11） 助攻： 傑森·塔圖姆 / 朱·哈勒戴 / 德瑞克·懷特（5） |
| 塞爾提克取得系列賽1–0領先                                               |  |                                                                                                   |

### 第二場
| 6月9日 8:00p.m. |

| 比賽數據 |

| 達拉斯獨行俠 98–105 波士頓凱爾特人                                         |  |                                                                        |
| 每節分數： 28–25、23–29、23–29、24–22                                      |  |                                                                        |
| 得分： 盧卡·唐西奇（32） 篮板： 盧卡·唐西奇（11） 助攻： 盧卡·唐西奇（11） |  | 得分： 朱·哈勒戴（26） 篮板： 朱·哈勒戴（11） 助攻： 傑森·塔圖姆（12） |
| 塞爾提克取得系列賽2–0領先                                                  |  |                                                                        |

### 第三場
| 6月12日 8:30p.m. |

| 比賽數據 |

| 波士頓凱爾特人 106–99 達拉斯獨行俠                                   |  |                                                                               |
| 每節分數： 30–31、20–20、35–19、21–29                                |  |                                                                               |
| 得分： 傑森·塔圖姆（31） 篮板： 杰倫·布朗（8） 助攻： 杰倫·布朗（8） |  | 得分： 凯里·欧文（35） 篮板： 德瑞克·里夫利二世（13） 助攻： 盧卡·唐西奇（6） |
| 凱爾特人取得系列賽3–0聽牌                                            |  |                                                                               |

### 第四場
| 6月14日 8:30p.m. |

| 比賽數據 |

| 波士頓凱爾特人 84–122 達拉斯獨行俠                                       |  |                                                                               |
| 每節分數： 21–34、14–27、25–31、24–30                                    |  |                                                                               |
| 得分： 傑森·塔圖姆（15） 篮板： 傑森·塔圖姆（5） 助攻： 艾爾·霍福德（4） |  | 得分： 盧卡·唐西奇（29） 篮板： 德瑞克·里夫利二世（12） 助攻： 凯里·欧文（6） |
| 凱爾特人取得系列賽3–1領先                                                |  |                                                                               |

### 第五場
| 6月17日 8:30p.m. |

| 比賽數據 |

| 達拉斯獨行俠 88–106 波士頓凱爾特人                                      |  |                                                                          |
| 每節分數： 18–28、28–39、21–19、21–20                                   |  |                                                                          |
| 得分： 盧卡·唐西奇（28） 篮板： 盧卡·唐西奇（12） 助攻： 凯里·欧文（9） |  | 得分： 傑森·塔圖姆（31） 篮板： 朱·哈勒戴（11） 助攻： 傑森·塔圖姆（11） |
| 塞爾提克4–1擊敗獨行俠 奪得2024年NBA總冠軍                               |  |                                                                          |

## 外部連結
- 2024年NBA總決賽官方網站 （页面存档备份，存于）（英文）